# سرنای ازیری
سرنای ازیری (انگلیسی: Serenay Öziri؛ زادهٔ ۲۱ دسامبر ۱۹۹۴) بازیکن فوتبال اهل ترکیه است.
وی همچنین در تیم‌های ملی فوتبال Turkey women's national under-17 football team و Turkey women's national under-19 football team بازی کرده‌است.